# Mariä Namen (Löbau)

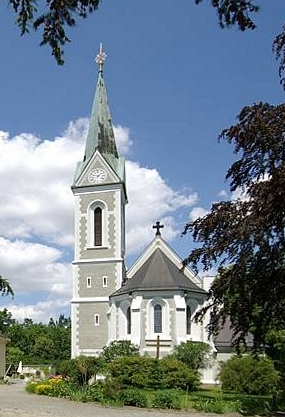
Kirche Mariä Namen, Löbau

Die katholische Kirche Mariä Namen im sächsischen Löbau ist eine Saalkirche in Formen der Neugotik und des Rundbogenstils. Sie wurde von 1890 bis 1892 nach Plänen von Gislenus Bethune OSB erbaut und gehört zur Pfarrei St. Marien mit Sitz in Zittau, im Dekanat Bautzen des Bistums Dresden-Meißen.

## Geschichte

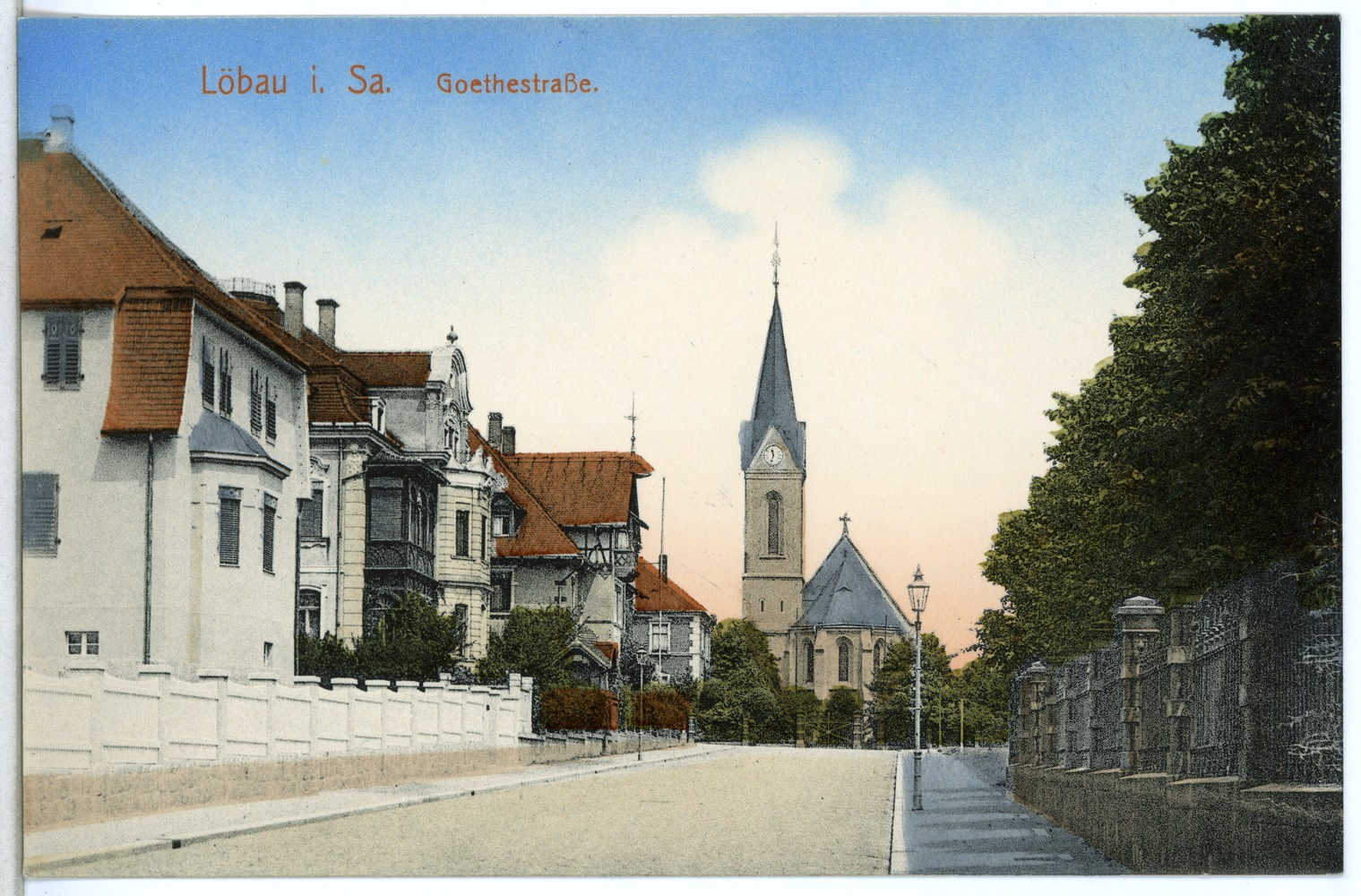
Blick von der Goethestraße auf die Kirche (Postkarte aus dem Jahr 1912)

Nach der Einführung der Reformation in der Oberlausitz entstand eine katholische Gemeinde in Löbau erst wieder um die Mitte des 19. Jahrhunderts durch Zuwanderung schlesischer und böhmischer Arbeiterfamilien. Als Gottesdienstort wurde anfangs die spätmittelalterliche Hospitalkirche Heilig Geist genutzt, bis sie wegen Baufälligkeit geschlossen wurde. Danach versammelte sich die Gemeinde übergangsweise in einem Tanzsaal. Ein Kirchbaukomitee wurde gegründet, dem Persönlichkeiten angehörten wie der aus Hainspach stammende Knopffabrikant Johann Nepomuk Ernst (1850–1923), der später mit dem Gregoriusorden ausgezeichnet wurde, und der Kaufmann Rudolf Müller.
Nachdem nordwestlich des historischen Stadtkerns ein Grundstück für Kirche, Pfarrhaus und Schule erworben wurde, erhielt die Gemeinde durch Beziehungen zu den Prager Benediktinern die Erlaubnis, unentgeltlich den Architekturentwurf zu nutzen, den P. Gislenus Bethune für die Herz-Jesu-Kirche im steirischen Selzthal (erbaut 1888–1891) angefertigt hatte. Die Bauleitung in Löbau übernahm Bruno Berthold. Der Grundstein wurde am 21. September 1890 gelegt. Am 11. September 1892, dem Vortag des Festes Mariä Namen, wurde die Kirche durch Bischof Ludwig Wahl geweiht.
Vom Zweiten Weltkrieg wurde die Löbauer Marienkirche nicht betroffen. Nach dem Zweiten Vatikanischen Konzil wurde sie entsprechend der Liturgiereform umgestaltet. Von 1978 bis 1988, noch zur DDR-Zeit, erfolgte eine umfassende Sanierung.
Im Zuge eines Strukturprozesses wurde die Pfarrei Löbau am 7. Juli 2019 mit den katholischen Nachbarpfarreien Ostritz und Zittau zusammengefasst und als Großpfarrei St. Marien Zittau neugegründet. Die Kirche ist seither Gemeindesitz und obliegt der Betreuung durch einen ortsansässigen Priester. Zur Pfarrei St. Marien Zittau gehören außer der Kirche Mariä Namen in Löbau auch die Kirchen St. Bonifatius in Herrnhut, St. Konrad von Parzham in Hirschfelde, St. Nikolaus in Kunnersdorf, St. Petrus Canisius in Olbersdorf, Mariä Himmelfahrt in Ostritz, St. Theresia von Lisieux in Schlegel und Mariä Heimsuchung in Zittau.

## Architektur

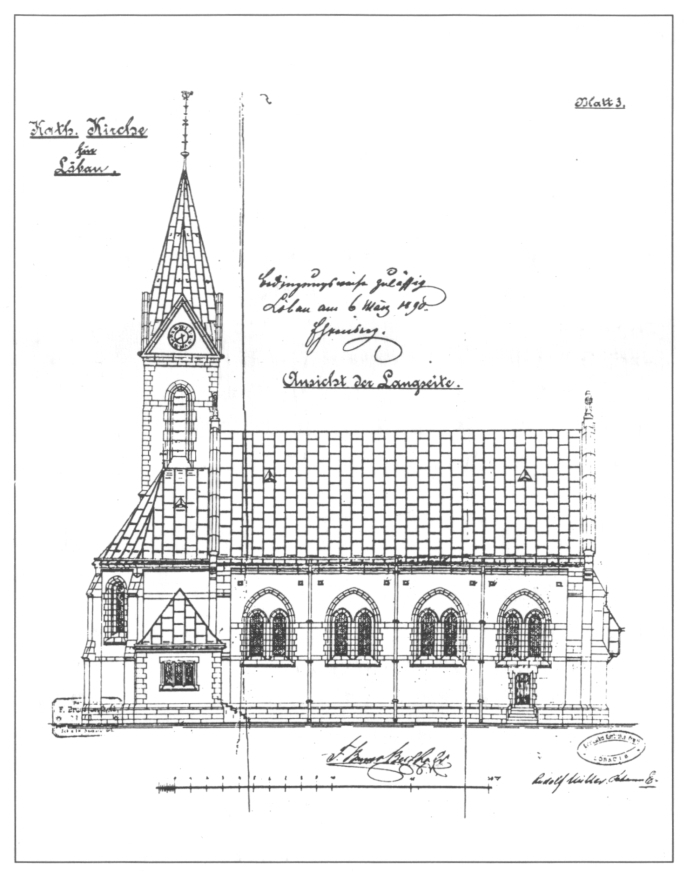
Bauzeichnung von Bruno Berthold (1890)

Die Pfarrkirche Mariä Namen ist eine Saalkirche mit eingezogenem, polygonal schließendem Chor im Süden. Proportionen und Wandgestaltung entsprechen dem spätklassizistischen Rundbogenstil, die Bögen sind jedoch leicht zugespitzt. Die vier Joche des Langhauses sind beidseitig mit Zwillingsfenstern versehen und innen durch flache Wandpfeiler getrennt. An der westlichen Chorwand steht der schlanke quadratische Glockenturm, den vier Giebel und ein Spitzhelm krönen.

## Ausstattung
Die Originalausstattung der Löbauer Marienkirche ist als Gesamtkunstwerk erhalten und restauriert. 
Die Innenwände und das Spitztonnengewölbe sind reich mit figuraler und ornamentaler, teilweise illusionistischer Malerei versehen. Die Motive sind überwiegend marianisch. Teile dieser Ausmalung sowie die Buntglasfenster stammen von Carl Ludwig Türcke (1841–1909) und seiner Werkstatt. Die Altäre, die Kanzel, den Taufstein und die Kreuzwegbilder fertigte die Mayer’sche Hofkunstanstalt, München.
Das große Deckengemälde in der Apsis stellt die Himmelfahrt Marias dar und wurde ebenfalls von der Firma Türcke aus Zittau angefertigt. Es entspricht in seinem Stil der Romantik.
Bis zu den Umbauten nach dem Zweiten Vatikanischen Konzil besaß die Kirche auch zwei Seitenaltäre, die der Gottesmutter Marias sowie Josef geweiht waren. Teile des Marienaltars verwendete man für den Sakramentsaltar, an dem heute die Heilige Messe gefeiert wird. Die beiden Holzstatuen ruhen heute auf einfachen Postamenten vor dem Altarraum.
Die Kanzel wurde von der Mayer’schen Hofanstalt angefertigt und besaß einst einen Schalldeckel. Bis zum Umbau der Kirche hing sie an der ersten Wandsäule auf der rechten Seite des Kirchenschiffs. Heute befindet sie sich auf den Stufen zum Altar.
Zum 100. Kirchweihjubiläum stiftete ein langjähriges Gemeindemitglied einen großen Lüster sowie sieben weitere Wandleuchter aus Böhmischen Kristall.
Der Hochaltar beherbergt Reliquien des heiligen Märtyrers Stephanus und der heiligen Ursula. In seiner Mitte befindet sich der Tabernakel und darüber ein Kreuz. Rechts und links davon zeigen Darstellungen Szenen aus dem Leben Marias. Den Altar schmücken außerdem Statuen des hl. Franz von Assisi und der hl. Elisabeth von Thüringen.
Rechts und links ist an den Wänden im Kirchenschiff ein vierzehn Stationen umfassender Kreuzweg angebracht.
1894 erwarb die Gemeinde bei der Mayer’schen Hofkunstanstalt München einen steinernen Taufstein mit Holzdeckel, auf dem eine Statue Johannes des Täufers angebracht ist. Dessen achteckige Form symbolisiert alle Himmelsrichtungen, in die sich das Wort Gottes verbreiten soll.

## Orgel
Die Orgel wurde von der Firma Hermann Eule im Jahr 1913 gebaut und am 7. Dezember desselben Jahres geweiht. Sie umfasst 14 Register auf zwei Manualen und Pedal.
Disposition:
| I. Manual C–f3 |    |
| Prinzipal      | 8′ |
| Gambe          | 8′ |
| Hohlflöte      | 8′ |
| Dolce          | 8′ |
| Oktave         | 4′ |
| Doublette      | 2′ |

| II. Manual C–f3 |    |
| Geigenprinzipal | 8′ |
| Gedackt         | 8′ |
| Aeoline         | 8′ |
| Rohrflöte       | 4′ |
| Blockflöte      | 2′ |

| Pedal C–d1  |     |
| Subbaß      | 16′ |
| Gedacktbaß  | 16′ |
| Violoncello | 8′  |

## Glocken
Das zweistimmige Geläut (Glocke von Sigismund Schröttel (1820) und eine weitere Glocke mit unbekannter Herkunft) wurde 1892 durch eine kleine Glocke (200 kg) aus der Dresdner Glockengießerei C. Albert Bierling mit der Inschrift „Coelum peto“ (dt. „Ich trachte nach dem Himmel“) vervollständigt. Im Jahr 1917 fielen die beiden kleineren Glocken der Beschlagnahme zum Opfer. Erst 1961 konnte das Geläut durch drei Glocken der Glockengießerei Schilling Apolda komplettiert werden. Beim Zusammenklang aller Glocken erklingt die Melodielinie des „Salve Regina“.
| Nr. | Gussdatum | Gießer                        | Material | Durchmesser | Masse  | Schlagton | Name der Glocke         |
| --- | --------- | ----------------------------- | -------- | ----------- | ------ | --------- | ----------------------- |
| 1   | 1820      | Sigismund Schröttel, Dresden  | Bronze   | 1100 mm     | 810 kg | f′        | Heilig-Geist-Glocke     |
| 2   | 1961      | Franz Peter Schilling, Apolda | Bronze   | 850 mm      | 334 kg | a′        | Marienglocke            |
| 3   | 1961      | Franz Peter Schilling, Apolda | Bronze   | 705 mm      | 191 kg | c″        | Johannes-Baptist-Glocke |
| 4   | 1961      | Franz Peter Schilling, Apolda | Bronze   | 620 mm      | 130 kg | d″        | Bischof-Nikolaus-Glocke |